# Пронкин, Валерий Александрович
Валерий Александрович Пронкин (род. 15 июля 1994 года, Нижний Новгород) — российский легкоатлет, специализирующийся в метании молота. Серебряный призёр чемпионата мира 2017 года. Трёхратный чемпион России (2017, 2020, 2022). Участник Олимпийских игр в Токио. Мастер спорта России международного класса (2017).

## Биография
Родился 15 июля 1994 года в Нижнем Новгороде. Начал заниматься лёгкой атлетикой в комплексной СДЮСШОР № 1 в Нижнем Новгороде. Тренировался под руководством Ивана Никитовича Коптюха и Михаила Владимировича Садова. В настоящее время занимается у Вадима Станиславовича Херсонцева.
Выступает за Центр спортивной подготовки Нижегородской области. Чемпион Европы среди юниоров 2013 года. Двукратный чемпион России среди молодежи (2015, 2016). Обладатель Кубка России 2017 года.
В июле 2017 года стал чемпионом России.
12 августа 2017 года Валерий стал вице-чемпионом мира, показав в шестой попытке второй результат (78,16 м) и уступив только трёхкратному чемпиону мира Павлу Файдеку. После этого был удостоен звания «Мастер спорта России международного класса»
В 2020 году вновь стал чемпионом России.
В 2021 году на Олимпиаде в Токио занял 8 место.
В 2022 году в третий раз в карьере выиграл чемпионат России.
20 ноября 2024 года был признан спортсменом года в России в рамках Национальной спортивной премии в номинации «Гордость России».

## Основные результаты

### Международные
| Год  | Соревнования                    | Место проведения       | Место | Результат |
| ---- | ------------------------------- | ---------------------- | ----- | --------- |
| 2011 | Чемпионат мира среди юношей     | Лилль, Франция         | (q)   | 66,06 м   |
| 2012 | Чемпионат мира среди юниоров    | Барселона, Испания     | 8     | 74,51 м   |
| 2013 | Чемпионат Европы среди юниоров  | Риети, Италия          | 1     | 78,34 м   |
| 2015 | Чемпионат Европы среди молодёжи | Таллин, Эстония        | 2     | 74,29 м   |
| 2017 | Чемпионат мира                  | Лондон, Великобритания | 2     | 78,16 м   |
| 2021 | Олимпийские игры                | Токио, Япония          | 8     | 76,72 м   |

### Национальные
| Год  | Соревнования                         | Место проведения | Место | Результат |
| ---- | ------------------------------------ | ---------------- | ----- | --------- |
| 2013 | Чемпионат России                     | Москва           | 7     | 69,46 м   |
| 2015 | Чемпионат России                     | Чебоксары        | 7     | 73,26 м   |
| 2016 | Чемпионат России по длинным метаниям | Адлер            | 3     | 75,39 м   |
| 2016 | Чемпионат России                     | Чебоксары        | 6     | 72,80 м   |
| 2017 | Чемпионат России                     | Жуковский        | 1     | 79,32 м   |